# Contendas do Sincorá
Contendas do Sincorá est une municipalité brésilienne de l'État de Bahia et la microrégion de Seabra.
La forêt nationale de Contendas do Sincorá en est proche.